# 291.º Regimiento Antiaéreo (motorizado mixto)
El 291.º Regimiento Antiaéreo (motorizado mixto) (Flak-Regiment. 291 (gem. mot.)) fue una unidad de la Luftwaffe durante la Segunda Guerra Mundial.

## Historia
Fue formado el 26 de agosto de 1939 en Fráncfort del Meno con 1. - 5. Baterías, desde partes del I Grupo/29.º Regimiento Antiaéreo.

## Servicios
- 1939 – 1940: en Alemania y Francia(?).
- enero de 1941: en Chartres.
- junio de 1941: Comandante de la Fuerza Aérea 16.º Ejército, bajo el 151.º Regimiento Antiaéreo.
- 31 de marzo de 1942: bajo la 2.ª División Antiaérea (164.º Regimiento Antiaéreo).
- 22 de junio de 1943: bajo la 6.ª División Antiaérea (164.º Regimiento Antiaéreo).
- 1 de noviembre de 1943: bajo la 2.ª División Antiaérea (182.º Regimiento Antiaéreo).
- 1 de enero de 1944: bajo la 6.ª División Antiaérea (151.º Regimiento Antiaéreo).
- 1 de febrero de 1944: bajo la 6.ª División Antiaérea (43.º Regimiento Antiaéreo).
- 1 de marzo de 1944: bajo la 6.ª División Antiaérea (43.º Regimiento Antiaéreo).
- 1 de abril de 1944: bajo la 6.ª División Antiaérea (43.º Regimiento Antiaéreo).
- 1 de mayo de 1944: bajo la 6.ª División Antiaérea (43.º Regimiento Antiaéreo).
- 1 de junio de 1944: bajo la 6.ª División Antiaérea (43.º Regimiento Antiaéreo).
- 1 de julio de 1944: bajo la 2.ª División Antiaérea (136.º Regimiento Antiaéreo).
- 1 de agosto de 1944: bajo la 6.ª División Antiaérea (41.º Regimiento Antiaéreo).
- 1 de septiembre de 1944: bajo la 6.ª División Antiaérea (41.º Regimiento Antiaéreo).
- 1 de octubre de 1944: bajo la 6.ª División Antiaérea (151.º Regimiento Antiaéreo).
- 1 de noviembre de 1944: bajo la 6.ª División Antiaérea (164.º Regimiento Antiaéreo).
- 1 de diciembre de 1944: bajo la 6.ª División Antiaérea (164.º Regimiento Antiaéreo).
- 1945: en Libau.